# 京野公子
京野 公子（きょうの きみこ、1949年12月25日 - ）は、日本の政治家。
衆議院議員（1期）、秋田県議会議員（1期）を歴任。

## 経歴
1949年12月25日、秋田県湯沢市に生まれる。秋田県立湯沢高等学校卒業後（菅義偉の1年後輩）、早稲田大学第一文学部入学。在学中に結婚し、中退。1977年、夫と共に株式会社「協同企画」を立ち上げ。1979年、湯沢ロイヤルホテルを設立。1993年、フランスへ半年間短期留学。
1999年、秋田県議会議員選挙に無所属で出馬（湯沢市選挙区）、落選。2003年、秋田県議会議員選挙に再度出馬、初当選（湯沢市選挙区）。議会会派「いぶき」に参加。議会では農林水産委員会の副委員長を務めた。
2005年8月、第44回衆議院議員総選挙に出馬するため、県議会議員を任期途中で辞職。9月11日、秋田3区より民主党公認で立候補するが、自民党の御法川信英に及ばず次点で落選。重複立候補をしていた比例東北ブロックでも惜敗率72.2％で及ばず落選。11月、次期衆議院議員候補に内定。
2006年2月、民主党秋田県連の幹事長に就任。
2009年8月30日、第45回衆議院議員総選挙、秋田3区より立候補し、前回、同区で当選した御法川信英を破って初当選を果たす。小沢ガールズと報道される。
2012年の消費増税をめぐる政局では、野田内閣による消費増税法案の閣議決定に抗議して党幹事長補佐の辞表を提出し、4月23日の党役員会で受理された。6月26日の衆議院本会議で行われた消費増税法案の採決では、党の賛成方針に反して反対票を投じた。7月2日には山岡賢次らを介して離党届が提出された。民主党は7月3日の常任幹事会で離党届を受理せず除籍処分とする方針を決定し、7月9日の常任幹事会で正式決定した。
同年7月11日、国民の生活が第一の結党に参加した。11月、国民の生活が第一が日本未来の党に合流。12月16日、第46回衆議院議員総選挙に秋田3区より立候補するも、御法川信英に敗れ3位に終わり、比例復活もならず落選。